# Вербская сельская община
Вербская сельская община (укр. Вербська сільська громада) — территориальная община в Дубенском районе Ровненской области Украины.
Административный центр — село Верба.
Население составляет 4050 человек. Площадь — 116,1 км².
В соответствии с распоряжением Кабинета Министров Украины от 12 июня 2020 года, в состав общины вошла территория Вербского и Столбецкого сельских советов Дубенского района.

## Населённые пункты
В состав общины входит 9 сёл:
- Верба
  - Белогородка
  - Софиевка Первая
  - Софиевка Вторая
- Столбецкий старостинский округ:
  - Дубровица
  - Заборки
  - Каменная Верба
  - Редкодубы
  - Столбец